# System X
System X es el séptimo álbum de estudio de la banda de heavy metal estadounidense Impellitteri.

## Lista de canciones
1. United We Stand (Impellitteri) - 3:04
2. Perfect Crime (Eime, Impellitteri) - 4:23
3. End Of The World (Impellitteri) - 5:05
4. She's A Nighttime Lover (Eime, Impellitteri) - 4:30
5. Slow Kill (Eime, Impellitteri) - 4:57
6. Why Do They Do That' (Eime, Impellitteri) - 3:53
7. Rock & Roll Heroes (Eime, Impellitteri) - 4:38
8. Gotta Get Home (Eime, Impellitteri) - 3:20
9. What Kind Of Sanity (Eime, Impellitteri) - 3:26
10. Falling In Love With A Stranger (Impellitteri) - 3:34

## Personal
- Chris Impellitteri - guitarras
- James Amelio Pulli - bajo
- Edward Harris Roth - teclado
- Glen Sobel - batería
- Graham Bonnet - voz

- Datos: Q9080989